# Ana Soklič
Ana Soklič, född 10 april 1984 i Savica i dåvarande Socialistiska republiken Slovenien (inom Socialistiska federativa republiken Jugoslavien), är en slovensk sångerska och låtskrivare. Hon skulle ha representerat sitt land i Eurovision Song Contest 2020 i Rotterdam med låten "Voda" men på grund av coronaviruspandemin 2019–2021 så ställdes tävlingen in. I och med detta så kommer hon istället att medverka i 2021 års tävling.